# Damo (Somalia)
Damo (en somalí: Daamo) es una antigua ciudad protosomalí en el noreste de Somalia. Está situada en la región autónoma de Puntlandia, 5 km al oeste del cabo Guardafui.
Desde finales de octubre hasta principios de diciembre de 1975, por invitación del gobierno somalí, Neville Chittick dirigió una expedición arqueológica británico-somalí en la mitad norte de Somalia. Entre los miembros se encontraban el director del Museo Nacional de Somalia en Mogadiscio, Sa'id Ahmad Warsame, así como Alí Abd al-Rahman y Fabby Nielson. Se hizo especial hincapié en la zona cercana al cabo Guardafui en el extremo noreste. Financiado por las autoridades somalíes, la encuesta encontró numerosos ejemplos de artefactos y estructuras históricas, incluidas monedas antiguas, cerámica romana, edificios de piedra seca, cairns, mezquitas, recintos amurallados, piedras verticales y monumentos de plataforma. Muchos de los hallazgos eran de origen preislámico y estaban asociados con asentamientos antiguos descritos por Periplo del Mar Eritreo del siglo I, entre otros documentos. Basado en sus descubrimientos, Chittick sugirió en particular que el sitio de Damo en la península de Hafun probablemente se correspondía con el Mercado y Cabo de las Especias mencionado en el Periplo. Algunos de los artefactos más pequeños que encontró la expedición de Chittick fueron depositados más tarde para su preservación en el Museo Nacional Británico.